# Salvador Villalba
Pour les articles homonymes, voir Villalba.
Salvador Villalba, né le 29 août 1924 au Paraguay et décédé à une date inconnue, est un joueur de football international paraguayen, qui évoluait au poste de milieu de terrain.

## Biographie

### Carrière en sélection
Avec l'équipe du Paraguay, il joue 41 matchs et inscrit un but entre 1955 et 1960
Il figure dans le groupe des sélectionnés lors de la Coupe du monde de 1958. Lors du mondial organisé en Suède, il joue trois matchs : contre la France, l'Écosse et la Yougoslavie.